# E (kana)
え în hiragana sau エ în katakana, (romanizat ca e) este un kana în limba japoneză care reprezintă o moră. Caracterul hiragana este scris cu două linii, iar caracterul katakana cu trei linii. Kana え și エ reprezintă sunetul pronunție în japoneză [e].
Caracterul え provine de caracterul kanji 衣, iar エ provine de 江.

## Variante
Minuscule de acest kana (ぇ și ェ) se folosesc în combinație cu alte kana ca să schimbă pronunția lor.

## Folosire în limba ainu
În limba ainu, katakana エ reprezintă sunetul [e].

## Forme
| Formă                                  | Rōmaji  | Hiragana                   | Katakana                   |
| -------------------------------------- | ------- | -------------------------- | -------------------------- |
| Fără semne diacritice: e' (あ行 a-gyō) | e       | え                         | エ                         |
| Fără semne diacritice: e' (あ行 a-gyō) | ei ee ē | えい, えぃ ええ, えぇ えー | エイ, エィ エエ, エェ エー |

## Ordinea corectă de scriere
|                                      |
| Ordinea corectă de scriere pentru え |

|                                      |
| Ordinea corectă de scriere pentru エ |

## Alte metode de scriere
- Braille:

| ・・ ・－ －－ |

- Codul Morse: －・－－－